# Parafia Miłosierdzia Bożego w Grądach-Woniecku
Parafia pw. Miłosierdzia Bożego w Grądach-Woniecku – parafia rzymskokatolicka należąca do dekanatu Zambrów, diecezji łomżyńskiej, metropolii białostockiej. Erygowana została w 1999 roku. Jest prowadzona przez księży diecezjalnych.
Kościół murowany pw. Miłosierdzia Bożego  został zbudowany w latach 1981-1985.

## Zasięg parafii
Do parafii należą wierni z miejscowości Grądy Woniecko

## Proboszczowie
- ks. Zbigniew Wądołowski (?–2025)[2]
- ks. Mariusz Jabłoński (2025– )[3]